# Criatura de Gyeongseong
경성크리처 traduït com a: criatura de Gyeonseong (nom antic de Seül) és una sèrie de drama de terror /thriller basat en esdeveniments històrics de l'era colonial japonesa a Corea. La sèrie és de Corea del Sud i es va estrenar a Netflix el 22 de desembre de 2023. Escrit per Kang Eun-kyung, i dirigit per Chung Dong-yoon i Roh Young-sub. És protagonitzat per Park Seo-joon, Han So-hee i Claudia Kim.
Ambientada l'any 1945, durant l'ocupació de Gyeongseong (antic nom de Seül) per l'exèrcit imperial japonès, la història descriu la brutalitat infligida als civils per les forces japoneses, sotmetent homes i dones a experiments biològics secrets, els rebels que s'aixequen contra ells, i la criatura monstre produïda a partir de l'experimentació humana.
Netflix ha enunciat que s'estrenarà la segona temporada el 2024.